# برایان کلی (بازیگر)
برایان کِلی (انگلیسی: Brian Kelly؛ ۱۴ فوریهٔ ۱۹۳۱ – ۱۲ فوریهٔ ۲۰۰۵) یک هنرپیشه، افسر ارتش و تهیه‌کننده اهل ایالات متحده آمریکا بود. وی بین سال‌های ۱۹۵۸ تا ۱۹۷۰ میلادی فعالیت می‌کرد.
از آثار وی می‌توان به بازی در مجموعه تلویزیونی «فلیپر» (۱۹۶۴) اشاره نمود.